# Журавлёв, Виктор Филиппович
Ви́ктор Фили́ппович Журавлёв (род. 29 августа 1943, Фрунзе) — советский и российский учёный-механик, академик РАН (с 22 мая 2003 года; член-корреспондент с 15 декабря 1990 года), доктор физико-математических наук, профессор МФТИ.

## Биография
Окончил с отличием факультет приборостроения МВТУ имени Н. Э. Баумана (1966) и механико-математический факультет МГУ имени М. В. Ломоносова (1970).
В 1967—1970 годах обучался в аспирантуре Института проблем механики АН СССР (ныне — Институт проблем механики РАН), после чего работает в этом институте (заведующий лабораторией навигационных систем в 1989—1992 гг.). Главный научный сотрудник лаборатории механики систем Института проблем механики РАН. Член Российского национального комитета по теоретической и прикладной механике.
Специалист по аналитической механике, теории колебаний, гироскопическим системам. В частности, получил оценку постоянного ухода гироскопа в идеальном подвесе (так называемого ухода Магнуса). Решил задачу о предельной точности идеального криогенного гироскопа.
С 1973 года преподаёт на кафедрах механики управляемых и гироскопических систем и теоретической механики МФТИ. С 2001 по 2008 год являлся заведующим кафедрой теоретической механики МФТИ.

## Из библиографии
- «Волновой твердотельный гироскоп» (1985, совместно с Д. М. Климовым),
- «Механика шарикоподшипников гироскопов» (1986, совместно с В. Б. Бальмонтом),
- «Прикладные методы в теории колебаний» (1988, совместно с Д. М. Климовым),
- «Механика систем с неудерживающими связями» (1993, совместно с Н. А. Фуфаевым),
- «Group-theoretic methods in mechanics and applied mathematics» (2002, совместно с Д. М. Климовым),
- учебник «Основы теоретической механики»[4] (1997, 2-е изд. 2001).
- Гидродинамика и динамика высокоскоростного движения тел в жидкости : Посвящается 95-летию Центрального аэрогидродинамического института имени профессора Н. Е. Жуковского и 100-летию со дня рождения академика Георгия Владимировича Логвиновича / В. Т. Грумондз, Ю. Ф. Журавлёв, Э. В. Парышев, В. П. Соколянский, О. П. Шорыгин; отв. ред. В. Т. Грумондз; Центр. аэрогидродинамический ин-т им. Н. Е. Жуковского (ЦАГИ). — Москва : Наука, 2013. — 573, [1] с., [8] л. цв. ил. : ил., портр., табл.; 25 см; ISBN 978-5-02-038480-4[5]

## Награды и премии
- премия Ленинского комсомола (1976) — за цикл работ по теории вибрации гироскопов
- Государственная премия Российской Федерации в области науки и техники (1994) — за цикл работ «Динамика сложных механических систем» (совместно с Д. М. Климовым, А. П. Маркеевым и В. В. Козловым)
- орден «Знак Почёта» (1982)
- Премия имени Н. Е. Жуковского второй степени (в 2014 за 2013 г.) в составе авторского коллектива за коллективную монографию «Гидродинамика и динамика высокоскоростного движения тел в жидкости»[6].